# Bowfinger, roi d'Hollywood
Pour plus de détails, voir Fiche technique et Distribution.
Bowfinger, roi d'Hollywood (Bowfinger) est un film d'humour américain réalisé par Frank Oz, sorti en 1999.

## Synopsis
Bobby Bowfinger (Steve Martin), patron de la Bowfinger International Picture dont le siège est situé dans une zone déserte de Los Angeles, est un rêveur, loser criblé de dettes sur lequel aucun studio ne miserait un centime. Mais Bobby n'a pas dit son dernier mot.
Emballé par un scénario de série Z écrit par un obscur comptable, il approche sous un fallacieux prétexte la superstar du film d'action, Kit Ramsey (Eddie Murphy), qui l'éjecte sans ménagement de sa limousine. Bobby a alors l'excellente idée de filmer l'acteur en caméra cachée et d'en faire le protagoniste involontaire de sa série Z.

## Fiche technique
- Titre : Bowfinger, roi d'Hollywood
- Titre original : Bowfinger
- Réalisateur : Frank Oz
- Scénario : Steve Martin
- Décors : Jackson De Govia (de)
- Montage : Richard Pearson
- Musique : David Newman
- Pays de production : États-Unis
- Genre : Comédie
- Société de distribution :  Universal Pictures ;  UIP
- Budget : 55 000 000 USD
- Langue : anglais
- Format : 1.85:1 et 1.37:1 - 35mm - Couleur – Son DTS, Dolby Digital et SDDS
- Durée : 98 minutes
- Dates de sortie en salles : 
  - États-Unis : 13 août 1999
  - France : 10 novembre 1999

## Distribution
- Steve Martin (VF : Jacques Frantz[1]) : Bobby Bowfinger
- Eddie Murphy (VF : Med Hondo[1]) : Kit Ramsey / Jeffernson 'Jiff' Ramsey
- Heather Graham (VF : Léa Gabriele[1]) : Daisy
- Christine Baranski (VF : Sophie Deschaumes[1]) : Carol
- Jamie Kennedy (VF : Olivier Jankovic[1]) : Dave
- Adam Alexi-Malle (en) (VF : Jean-Paul Pitolin) : Afrim
- Kohl Sudduth (en) (VF : Patrick Mancini[1]) : Slater
- Barry Newman : Hal
- Terence Stamp : Terry Stricter
- Robert Downey Jr. (VF : Mathieu Rivolier) : Jerry Renfro
- Alejandro Patino : Sanchez
- Alfred De Contreras : Martinez
- Ramiro Fabian : Hector
- Johnny Sanchez (en) : Luis
- Claude Brooks : Freddy

## Réception
Bowfinger a dans l'ensemble reçu des critiques favorables, obtenant un pourcentage de 80 % sur le site Rotten Tomatoes, pour une note moyenne de 7⁄10 et une moyenne de 71⁄100 sur le site Metacritic. En salles, le film se hisse à la seconde place du box-office américain lors de sa première semaine avec 18 062 550 dollars de recettes, ainsi que la semaine suivante avec 35 802 745 dollars, avant de chuter à la quatrième place, qu'elle gardera pendant trois semaines avant de finir sa carrière avec 66,3 millions de dollars de recettes aux États-Unis au bout de dix-huit semaines.
À l'étranger, le film a engrangé des recettes de 32,2 millions de dollars, faisant un total de plus de 98,6 millions de dollars de recettes mondiales (États-Unis et international).

## Autour du film
- Eddie Murphy a accepté de tourner Bowfinger quand il a appris qu'il allait jouer avec Steve Martin, dont il est fan[5].
- Le rôle de Kitt Ramsey était écrit au départ pour Keanu Reeves[5].
- De nombreux critiques estiment que le rôle de Daisy est en partie inspiré par Anne Heche, avec qui Steve Martin a eu une liaison. Mais ce dernier a nié catégoriquement[5] tout comme pour Mind-Head, organisation fictive à laquelle Kitt a adhéré, qui a été comparée par des critiques de cinéma à l'Église de scientologie[6],[7].